# 四国おはようネットワーク
『四国おはようネットワーク』（しこくおはようネットワーク）は、NHK松山放送局を拠点に四国地方のラジオ第1放送で放送されていた番組で、『NHKマイあさラジオ』の四国ローカルパートである。1993年4月5日に放送開始。
IPサイマルラジオサービス2者（NHKネットラジオ らじる★らじる、及び、民放ラジオポータルサイト「radiko（2017年10月3日放送分～2018年3月30日までと、同年4月13日放送分〜2019年3月30日まで）」）にて全国に向けて放送していた。

## 放送時間
※日曜、祝日、年末年始を除く
- 月曜日～金曜日 - 7:50～7:58
- 土曜日 - 7:50～8:00

## 番組内容
- 気象情報

- おはようリポート（スタジオから各県の放送局ごとの担当者<アナウンサー（契約含む）・記者ら）、月曜日は消防署・警察署や地域防災関係者と電話で話す。土曜日はスタジオに俳句作家を交えて、リスナーから寄せられた俳句を審査・選評する。祝日は四国にゆかりがある作品を、NHK四国地方各局のアナウンサーが朗読する）
  - （月）防災ネットワーク（週刊防マガ）
  - （火）愛媛から
  - （水）高知から
  - （木）徳島から
  - （金）香川から
  - （土）俳句ネットワーク
  - （祝日）四国を読む

- ニュース（基本的には2項目）

- 音楽（このコーナーで時間調整。おはようリポートのコーナーが長引けば数十秒または休止の場合あり）

- 今日の動き（各県の今日のイベントなどを紹介）

- 交通情報
  - 平日は、番組終了後各県別に道路交通情報センターから2分間伝える。
  - 土曜日は番組内で7時55分から四国4県のセンターから交通情報を徳島センターから1分間ずつ時計回りのリレーで伝える。

## キャスター
- 基本的には前日、松山局で夜勤を担当したアナウンサーが担当する。